# Boglárka Kapás
Boglárka Kapás (Debrecen, 22 de abril de 1993) é uma nadadora húngara, medalhista olímpica.

## Carreira

### Rio 2016
Kapás competiu na natação nos Jogos Olímpicos de Verão de 2016 e conquistou a medalha de bronze nos 800 metros livre.